# サンヒャン・ドゥダリ

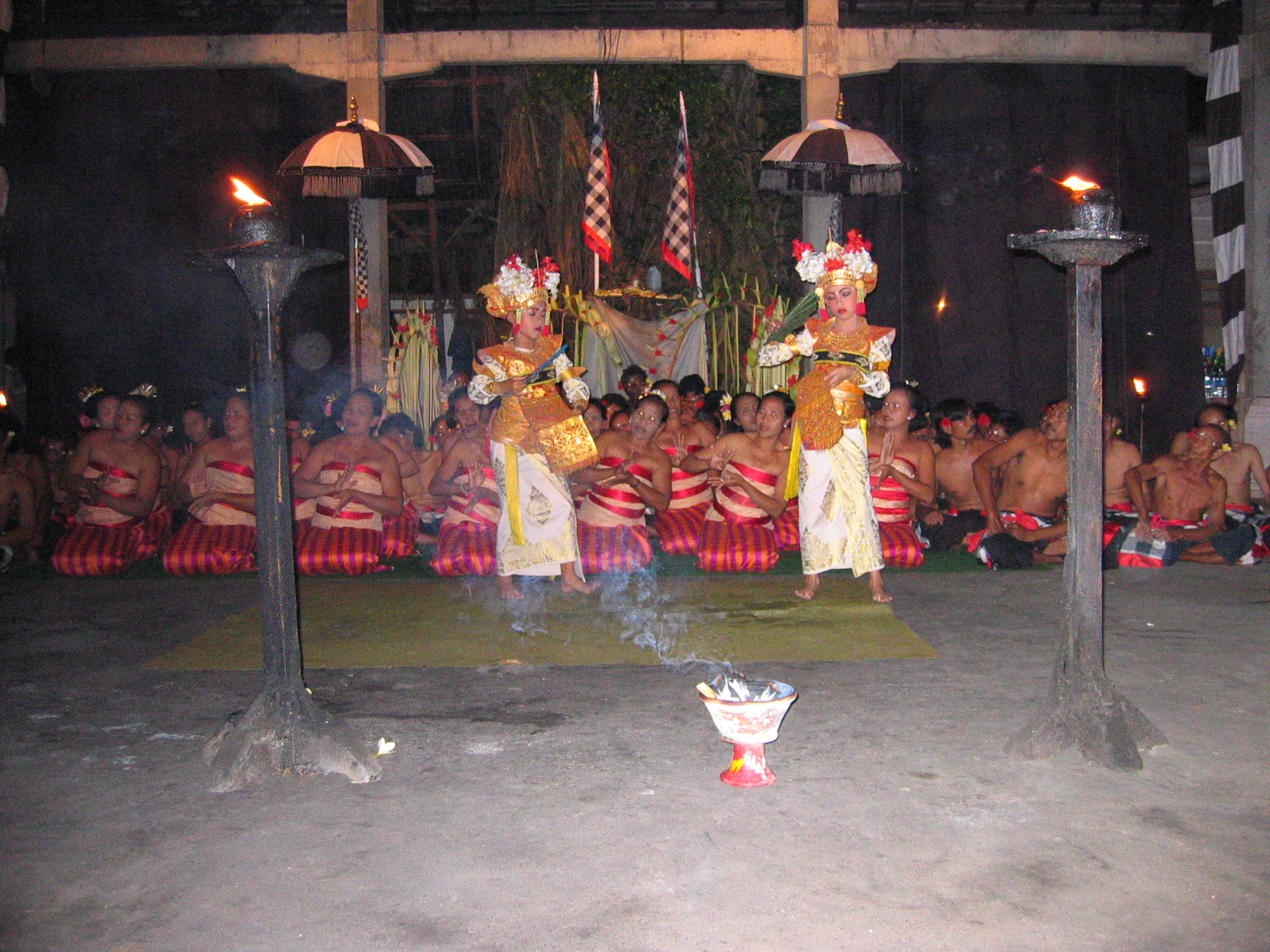
サンヒャン・ドゥダリ

サンヒャン・ドゥダリ（Sanghyang Dedari）とは、バリ島で見られる憑依舞踊であり、元来は、流行病や凶作を追い払うための儀礼舞踊であり、初潮前の少女が踊り子になる。今日のケチャの原型でもある。

## 歴史

### 儀礼舞踊としての始まり
バリ・ヒンドゥーに根ざしたバリ島では、土着の信仰として、流行病や凶作といった天災が起こると、自然のバランスが乱れたことの現われとして受け取られ、見えざる悪を土地から追い払うべく、数々の儀礼、儀式が行なわれていた。サンヒャン・ドゥダリは、そのなかの一つであり、男性と女性の合唱にのって初潮前のトランス状態の少女がレゴンの踊り子になり、村（デサ）の土地の浄化を行なうものである。本来は、極めて秘儀性の高い舞踊であった。

### 1917年バリ島南部大地震
1917年1月21日にバリ島南部を大地震が襲い、南部では死者、負傷者ともに千名を上回る大惨事となった。さらにインフルエンザの流行や凶作が続き、バリの人びとは、これらの出来事を神の怒りとして捉えた。すなわち、19世紀末以来の社会的な混乱の中で、神々に対する儀礼的な義務をなおざりにしていたために、バリ島南部は不浄化してしまったと考えたのである。
そこで、当時のバリ島では、バロンが村を練り歩いたり、サンヒャン・ドゥダリが広く行なわれるようになった。1920年代以降にバリ島にやってきた欧米の人類学者や観光客は、こうした一時的に活性化した呪術的な儀礼活動を、バリ島の不変的、日常的な伝統として捉え価値付けすることとなった。

### ケチャの原型として
1920年代末に、ある著名なバリ人舞踏家が、サンヒャン・ドゥダリの男声合唱にバリス舞踊の動きを組み込ませ、それを見たドイツの画家ヴァルター・シュピースが、ガムランの代わりにこの男声合唱のみを使って『ラーマーヤナ』のストーリーを組み込んだ観賞用の舞踊を考案するよう提案した。これが、今日のケチャの始まりである。

### 現在
現在では、一般に観光客用の観賞舞踊の演目の一つに組み込まれるようになっており、ケチャの上演の後にサンヒャン・ジャランとともに踊られている。なお、この組み合わせの形式は、シュピースが当初、考案したショーを模倣したものであるという。